# Липпай, Александр
Александр Липпай (нем. Alexander Lippay; 2 июня 1892, Венеция — 3 мая 1939, Манила) — австрийско-филиппинский дирижёр и композитор. Сын художника Бертольда Доминика Липпая.
Учился в Венской академии музыки у Франца Шрекера, входил в его ближайшее окружение и опубликовал в 1920 г. статью о педагогических и художественных взглядах своего учителя. После Первой мировой войны работал во Франкфурте-на-Майне.
В 1925 г. получил приглашение на Филиппины, сперва как директор консерватории Университета Филиппин. Устанавливая высокие европейские требования, постепенно разошёлся в подходах с большинством преподавательского состава, тяготевшего, к тому же, к националистическим позициям, и в 1930 г. вышел в отставку. После этого основал и возглавил частную Музыкальную академию. В 1926 году основал Гражданско-милицейский оркестр (англ. Constabulary-Civic Orchestra), в дальнейшем преобразованный в Манильский симфонический оркестр, и руководил им до конца жизни.
Как композитор Липпай тяготел к форме вариаций. Так, его Вариации для оркестра были впервые исполнены во Франкфурте под управлением Клеменса Краусса, а Вариации на тему филиппинского национального гимна, отличающиеся неоклассической гармонией и необычными тембрами, остались в рукописи и впервые прозвучали в исполнении основанного им оркестра лишь в 2016 году. Работа Липпая с филиппинским фольклорным материалом как основой для оркестровой музыки в форме вариаций повлияла на следующее поколение филиппинских композиторов (в частности, на творчество Антонино Буэнавентуры).
Умер от сердечного приступа на фоне гриппа.